# Чуйков, Сергей Александрович
Сергей Александрович Чуйков (4 сентября 1980, СССР) — российский и азербайджанский футболист, игрок в мини-футбол. Защитник. Выступал за сборную Азербайджана по мини-футболу.

## Биография
Чуйков дебютировал в мини-футболе в составе вольского клуба «Олимп-ВВУТ». Проявив себя там, он перебрался в главный клуб области — «Саратов». А в 2005 году Сергей перешёл в московский «Спартак». Однако закрепиться там у него не получилось, поэтому в конце 2006 года он был отдан в аренду «Мытищам». Там он хорошо проявил себя, и спустя год ненадолго вернулся в «Спартак».
Следующий сезон Чуйков провёл в ЦСКА. Затем он перешёл в азербайджанский «Нефтчи». Там он показывал хорошую игру, и даже ненадолго перебрался в состав чемпиона страны «Араза» для участия в Кубке УЕФА по мини-футболу. В том сезоне азербайджанцы выиграли бронзовые медали турнира, и Сергей принял участие в этом успехе, сыграв на всех стадиях турнира кроме Финала Четырёх. Также Чуйков принял участие и в другом историческом результате азербайджанцев. В составе сборной Азербайджана по мини-футболу он дошёл до полуфинала чемпионата Европы по мини-футболу 2010 года.
Летом 2011 года Чуйков перешёл в сыктывкарскую «Новую генерацию» и вскоре стал одним из лидеров команды.

## Достижения
- Бронзовый призёр Кубка УЕФА по мини-футболу 2009/10
- Полуфиналист Чемпионата Европы по мини-футболу 2010